# Gustiana dispunctalis
Gustiana dispunctalis är en fjärilsart som beskrevs av Walker 1865. Gustiana dispunctalis ingår i släktet Gustiana och familjen nattflyn. Inga underarter finns listade i Catalogue of Life.